# Annals of Botany
Annals of Botany (w piśmiennictwie cytowane także w skrócie Ann. of. Bot.) – recenzowane, międzynarodowe czasopismo naukowe publikujące oryginalne artykuły na tematy związane z botaniką. Publikowane jest co miesiąc równocześnie w formie drukowanej i elektronicznej. Poza numerami ukazującymi się co miesięcznie, raz do roku ukazuje się numer tematyczny czasopisma, z artykułami poświęconymi określonemu zagadnieniu.
Wydawane jest przez organizację non-profit "Annals of Botany Company" działającą na rzecz rozwoju i promocji nauki o roślinach na całym świecie. Zespół redakcyjny ma oddziały w Australii, Chinach, Japonii, Europie i USA. Na stronie internetowej czasopisma ogólnodostępne są spisy treści wszystkich wydań od 1887 roku wraz z abstraktami poszczególnych artykułów. W roku 2006 Impact factor wynosił 2,448. Z kolei według punktacji polskiego Ministerstwa Nauki i Szkolnictwa Wyższego ma jedną z najwyższych kategorii, tj. 32 punkty.
ISSN: 0305-7364.